# 广西文化艺术中心
广西文化艺术中心，位于广西壮族自治区南宁市良庆区龙堤路25号，是广西第一座省级艺术中心，也是广西最高级别的演艺中心。

## 历史
2011年，开展前期工作。
2014年12月28日，开工建设。
2015年1月13日，发布广西文化艺术中心项目的设计招标公告。
2015年10月21日，发布广西文化艺术中心项目的施工招标公告。
2016年9月21日，南宁市政府批复了广西文化艺术中心的PPP项目合同，并授权南宁市新闻出版广播电影电视局代表中标社会资本方和政府出资方签署了这项合同。
2017年5月3日，广西保利剧院管理有限公司成立，是保利集团下属的负责管理广西文化艺术中心运营的管理公司。
2017年12月18日，通过竣工验收。
2017年12月28日，举行竣工仪式。
2018年1月3日，举办首场公开演出。